# NGC 588
NGC 588 is een H-II-gebied gelegen in de Driehoeknevel in het sterrenbeeld Driehoek. Het hemelobject werd op 2 oktober 1861 ontdekt door de Duits-Deense astronoom Heinrich Louis d'Arrest.